# Tarántula

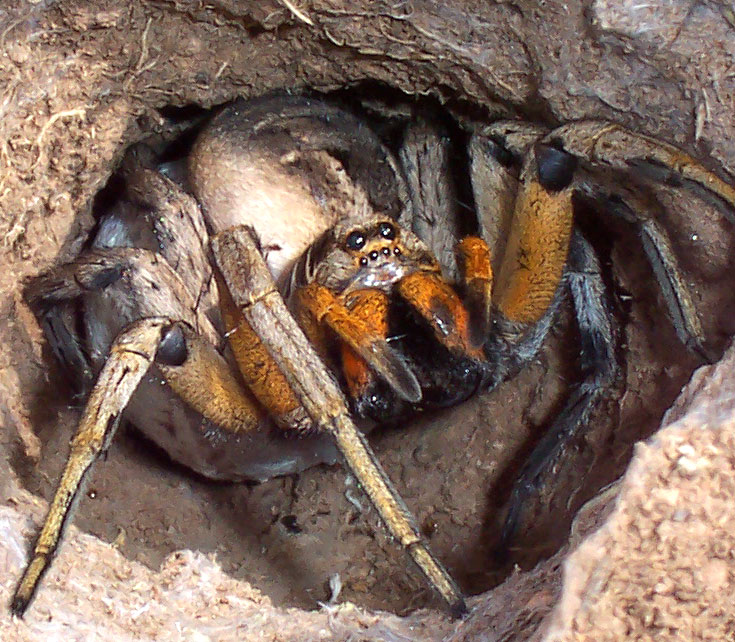
Un gran licósido, lo que en algunos en Europa podrían llamar a una tarántula.

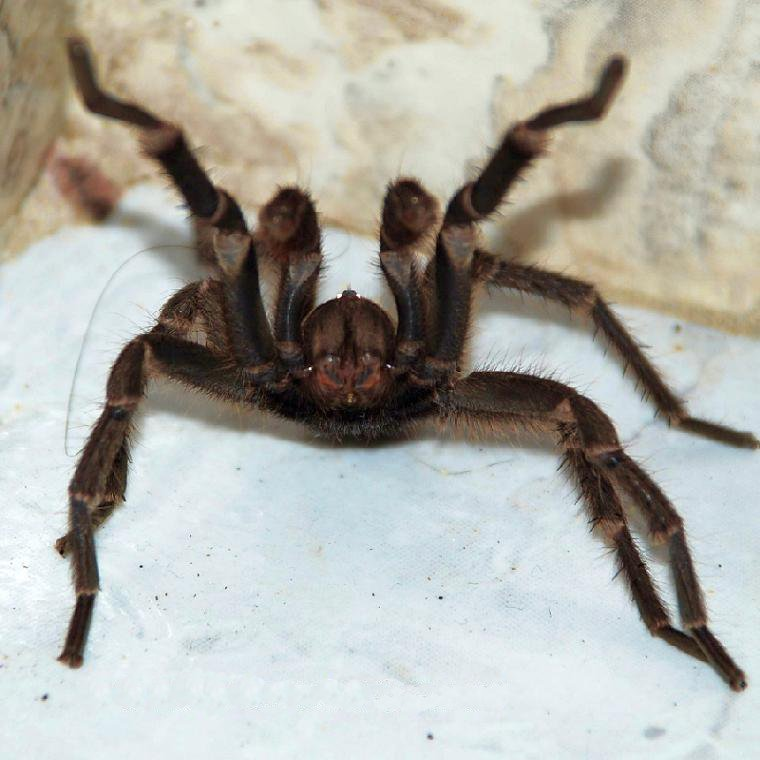
Un Theraphosidae de Brasil en posición de defensa.

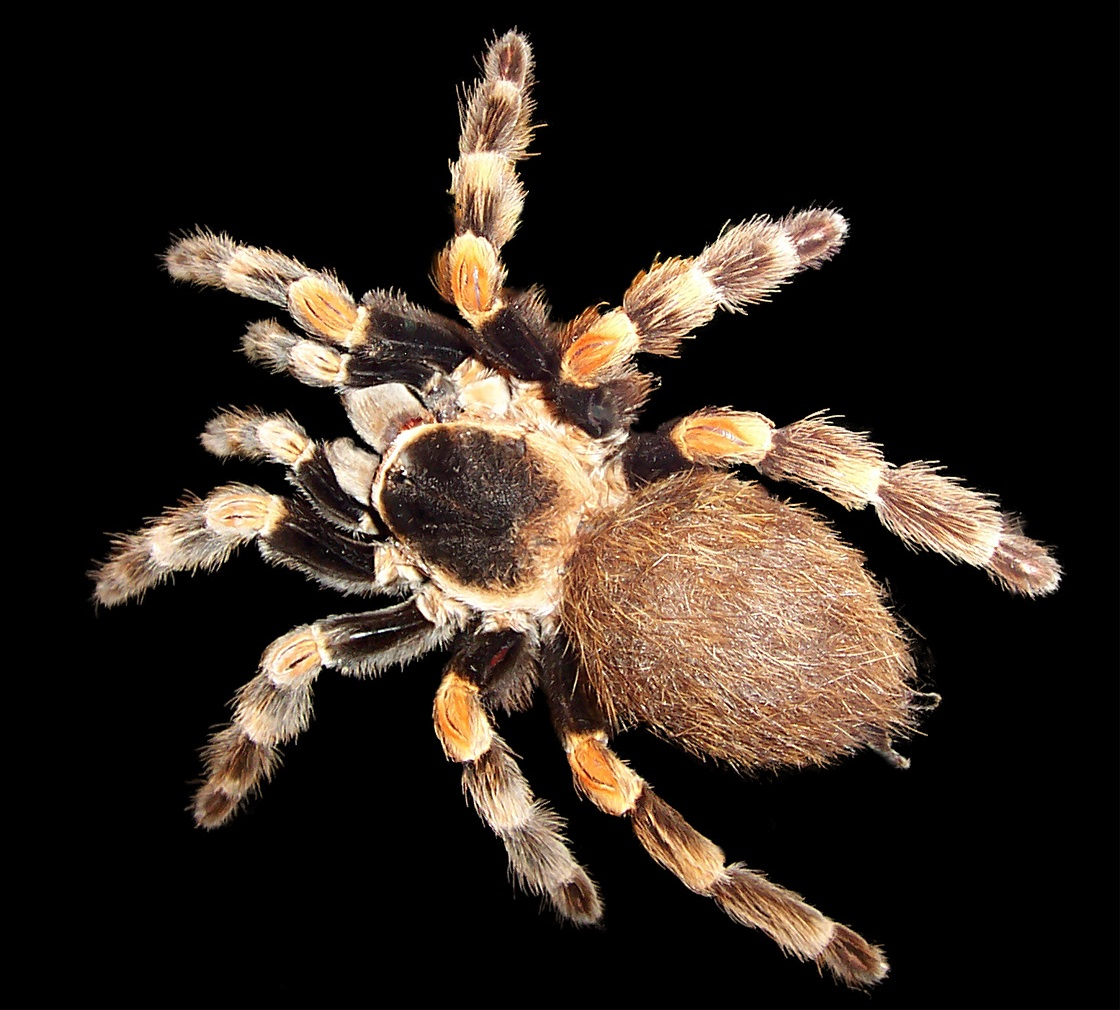
Brachypelma sp., una de las arañas llamadas tarántulas en América.

La tarántula es de las arañas más grandes de la familia Theraphosidae. Históricamente en Europa, se usó el nombre para la familia licósidos (Lycosidae), especialmente miembros del género Lycosa como Lycosa tarantula. Los colonizadores del Nuevo Mundo pasaron a llamar "tarántulas" a las arañas, mucho más grandes, de las familias americanas Theraphosidae y Dipluridae. En la literatura inglesa, la palabra tarantula se refiere solo a estas últimas y se llama wolf spiders (arañas lobo). 

## Historia
El nombre procede del troyano tarantola y alude a la ciudad de Tarento (en italiano, Taranto), en Apulia, región italiana meridional en cuyo clima mediterráneo seco son abundantes las arañas de la especie Lycosa tarantula. Su popularidad tiene que ver con el efecto supuestamente mortal de su mordedura, que en realidad no es tan grave como la de un par de arañas más pequeñas, Loxosceles rufescens y Latrodectus tredecimguttatus (viuda negra), que también se encuentran en la región. Se suponía que una agitación constante como la que produce la picadura (tarantismo) era, a la vez, la forma apropiada de combatir sus efectos y se dio en llamar tarantela a cierta danza, cuyo ritmo veloz imita esos movimientos. Se atribuía a Pirro, rey del Epiro, haber importado la araña desde su país de origen (en el norte de Grecia) como una forma de guerra biológica en su contienda con los romanos.

## Las tarántulas como mascotas
Actualmente muchas especies de tarántulas terafósidas y diplúridas son comercializadas como mascotas exóticas en tiendas especializadas. Diversas especies (por ejemplo, de los géneros Grammostola y Brachypelma) disponen de pelos urticantes que son capaces de lanzar como defensa contra los depredadores, pudiendo causar a manipuladores graves molestias en la piel, inflamaciones de mucosas si se inhalan, o en los peores casos graves daños en ojos sin protección.

## Alimentación
Su alimentación está basada en diversos insectos,  saltamontes y cucarachas, hasta roedores. Esta dieta contiene un alto grado de proteínas que ayudan a la tarántula a tener un exitoso cambio de piel, además, puede permanecer de tres a cinco días sin alimento alguno. El cambio de exoesqueleto ocurre aproximadamente dos veces por año y es un proceso bastante delicado.